# Perdita nigriventris
Perdita nigriventris är en biart som beskrevs av Timberlake 1954. Perdita nigriventris ingår i släktet Perdita och familjen grävbin. Inga underarter finns listade i Catalogue of Life.